# Et'hem Ruka
Et'hem Novruz Ruka (Turani, 8 dicembre 1947) è un biologo e politico albanese.

## Biografia
È nato a Turani, nei pressi di Tepelenë, l'8 dicembre 1947; aveva almeno un fratello minore, Petrit, poeta e regista nato nel 1954 e morto nel 2021. Dopo essersi laureato in biologia e chimica presso la Facoltà di Scienze naturali dell'Università di Tirana, è stato nominato assistente e poi professore associato presso il Dipartimento di zoologia della medesima facoltà; ha inoltre proseguito gli studi nel 1978 con un dottorato in biologia presso l'Università Pierre e Marie Curie di Parigi. Nel 1992 ha conseguito un secondo dottorato presso l'Università di Tirana, venendo nominato professore di biologia.
Alle elezioni parlamentari del 1992 è stato eletto all'Assemblea dell'Albania nelle file del Partito Socialista, venendo rieletto più volte fino al 2005 e poi nuovamente nel 2009. Tra il 1997 e il 2001 è stato Ministro dell'istruzione mentre tra il 2001 e il 2002 e nuovamente tra il 2003 e il 2005 è stato Ministro dell'ambiente; inoltre nel 2002 è stato per alcuni mesi Ministro del governo locale e della decentralizzazione.
Nel 2017 è divenuto rettore dell'Università Luarasi.
Nel 2019 l'associazione Labëria lo ha premiato col titolo "Onore di Labëria".